# Abdalwadydzi
Abdalwadydzi, Zajjanidzi (Banu 'Abd al-Wad) – dynastia pochodzenia berberyjskiego, która w latach 1235–1554 panowała na obszarze współczesnej Algierii (Maghrib al-Ausat). Rezydencją rodu panującego był Tilimsan. Założycielem dynastii był Jaghmursan ibn Zajjan. Pierwsi władcy Abdalwadydów byli wasalami Almohadów. W 1269 roku objęli samodzielne panowanie, rywalizując z Hafsydami i Merynidami. W latach 1337–1359 faktyczną władzę w  państwie Abdalwadydów sprawowali Merynidzi, pozostawiając rodzimej dynastii władzę symboliczną. Niezależność państwo Abdalwadydów uzyskało za panowania Abu Hammu Musę II w drugiej połowie XIV wieku. W tym czasie też nastąpił rozkwit państwa i okres sprawowania funkcji szambelana przez Ibn Chalduna – arabski filozof i historyk.
Pod koniec panowania Abu Hammu Musy II jego syn Abu Tafsin II wywołał wojnę domową, w rezultacie której dynastia Abdalwadydów zaczęła stopniowo tracić na znaczeniu i popadła w zależność od Merynidów. Wygasła w 1554 roku.

## Władcy dynastii
- Abu Jahja Jagmursan ibn Zajjan (1235–1283)
- Abu Said Usman I (1282–1303)
- Abu Zajjan I (1303–1308)
- Abu Hammu Musa I (1308–1318)
- Abu Tafsin I (1318–1337)
- Abu Said Usman II (?)
- Abu Sabit (1348–1352)
- Abu Hammu Musa II (1359–1389)
- Abu Tafsin II (1388–1393)
- Abu Sabit II (1393)
- Abu al-Hadżdżadż (1393–1394)
- Abu Zajjan II (1394–1399)
- Abu Muhammad Abdullah (1399–1401)
- Abu Abdullah Muhammad I (1401–1411)
- Abd ar-Rahman (1411)
- Said ibn Musa (1411)
- Abu Malik (1411–1423)
- Abu Abdullah Muhammad II (1429–1430)
- Abu al-Abbas Ahmad (1430–1461)
- Abu Abdullah Muhammad III (1461–1468)
- Abu Tafsin III (1468)
- Abu Abdullah Muhammad IV (1468–1504)
- Abu Abdullah Muhammad V (1504–1517)
- Abu Hammu Musa III (1517–1527)
- Abu Muhammad Abdullah II (1527–1540)
- Abu Abdullah Muhammad VI (1540)
- Abu Zajjan III (1540–1543)
- Al-Hasan ibn Abdullah (1550–1554)